# تيامات

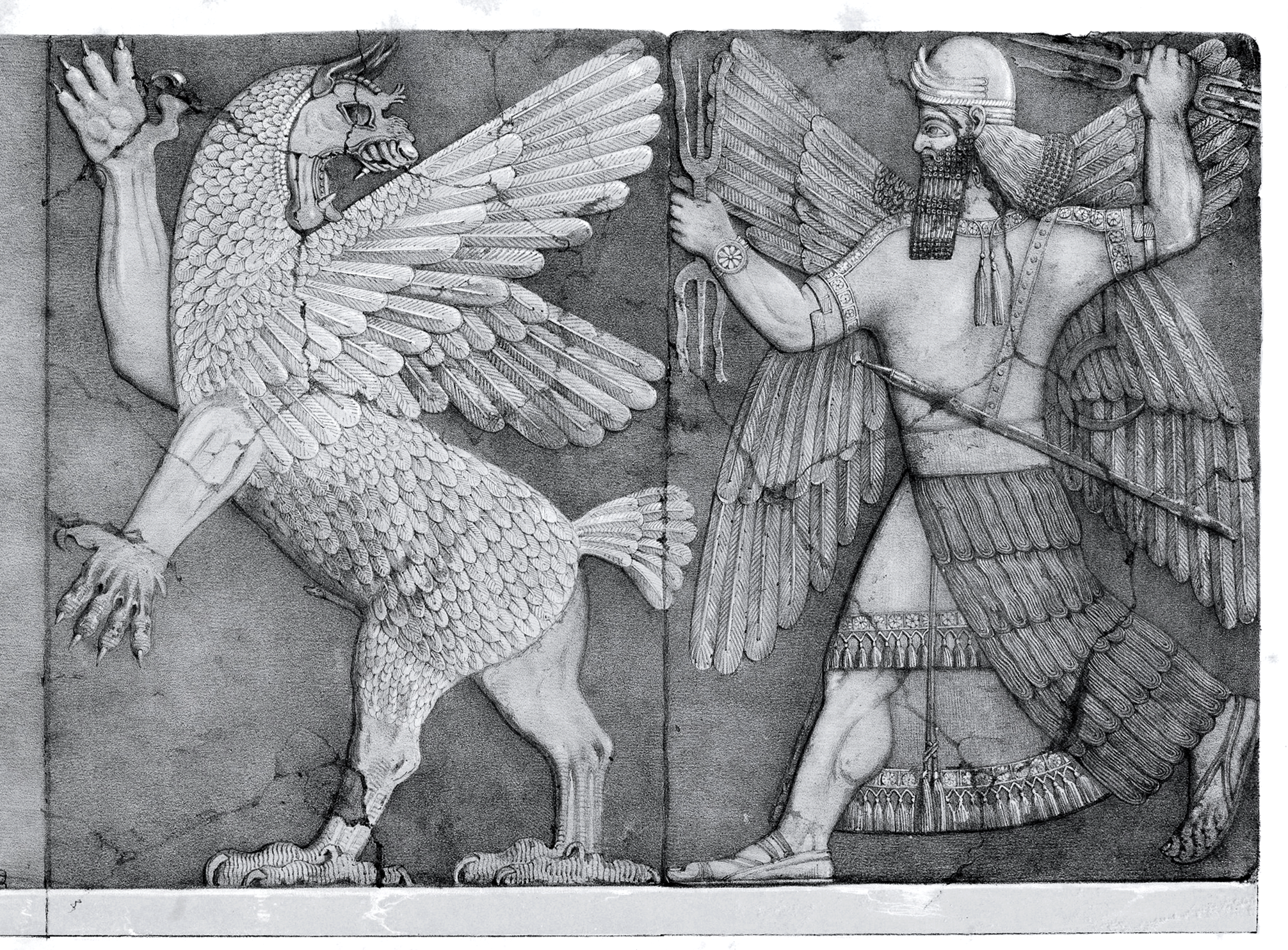
إله الشمس مع وحش الفوضى.

تيامات أو تعامة هي إلهة المحيط في ديانات حضارات ما بين النهرين القديمة (السومرية والأشورية والأكدية والبابلية) التي تتزوج من أبزو إله المياه العذبة لينتجا آلِهة أصغر. ترمز تيامات لفوضى الخلق البدائية وتصور بهيئة امرأة تمثل الأنوثة والجمال بشكل متلألئ. هناك شقان لهذه الأسطورة، أحدهما يقول إن تيامات هي إِلهة خالقة من خلال زواج مقدس سلمي بين الملح والمياه العذبة حيث خلق الكون خلال الأجيال المتعاقبة. في الجزء الثاني من ملحمة فوضى الخلق تظهر أسطورة تيامات كتجسيد وحشي للفوضى البدائية وتصور تيامات بها على شكل ثعبان البحر أو تنين.
في ملحمة الخلق البابلية «الأينوما إيليش»، تلد تيامات الجيل الأول من الآلهة. يعتقد زوجها أبزو أنهم يخططون لقتله وسلبه عرشه وبالفعل يشن عليهم الحرب لاحقاً ويقتل على أيديهم. مدفوعة بغضبها على مقتل زوجها، تشن تيامات الحرب هي أيضاً حيث تتجسد فيها على شكل تنين بحر عملاق لكنها تُذبح على يد إِله العواصف مردوخ ابن إنكي، لكنها أطلقت الوحوش في بلاد مابين النهرين قبيل موتها ومن ضمنها التنانين التي مُلأت أجسادها بالسم بدل الدم. بعد أن قتلها مردوخ قام بتشكيل السماء من أجزاء جسد تيامات المتناثرة.
ورد ذكر تيامات في المجلد الأول من تاريخ الكون للكاتب البابلي بيروسس من العصر الهلنستي باسم تالاتا (وهو شكل من أشكال الكلمة اليونانية ثالاسا التي تعني البحر). يعتقد أن اسم تيامات سقط أثناء الترجمة الثانوية للنصوص الدينية المكتوبة باللغة الأكدية الشرقية. بعض الناقلين الأكديين لملحمة أينوما إيليش استبدلوا كلمة «بحر» الاعتيادية باسم «تيامات» لأن الكلمتين لهما نفس الدلالة.

## أصل الكلمة
يعتقد كلا من ثوركلد جيكبسون وولتر بوكرت إن أصل الكلمة يرتبط بكلمة تاماتو التي تعني «بحر» بالأكدية والتي بدورها مأخوذة من الكلمة الأكدية البدائية «تيامتوم».
ويؤكد بوكيرت ادعاءه بشرح الصلة اللغوية مع اسطورة تيثيس. وجد بوكيرت إن الشكل الأخير من الكلمة "تالاتا" مرتبط بشكل واضح بالكلمة اليونانية "ثالاتا" أو "ثالاسا" والتي تعني البحر. إن ملحمة الخلق البابلية أينوما إيليش سميت بهذا الأسم تيمناً بأول الكلمات التي خطت فيها "حينما في العلى لم تسم السماء باسم بعد، حينما في الدنى لم تسم الأرض باسم بعد، كان آبسو الأب وكانت تيامت الأم وكان ممو، كان الآلهة الثلاث يتحدون في رخاء ابدي، حيث لا مراعي خضر لا حقول قصب، لا ألواح قدر لا آلهة لا سماء، من وسط خليط المياه ظهر لخمو إله الطمى الأول ولخامو آلهة الطمى.
يعتقد ان الإِلهة الإناث أكبر سناً من الذكور في بلاد ما بين النهرين وربما بدأت تيامات كجزء من عبادة نامو وهي الأساس الانثوي للقوة الخالقة للماء ومرتبطة ارتباطاً وثيقاً بالقوى السفلية التي سبقت ظهور إنكي.
تعتقد هارييت كرافوورد إن «فكرة مزج المياه» ظاهرة طبيعية تحدث في وسط الخليج العربي حيث تمتزج المياه الجوفية العذبة القادمة من الأراضي العربية مع مياه البحر المالحة. وهذه الظاهرة حية وصحيحة في دولة البحرين التي يعتقد ان حضارة دلمون نشأت هناك والتي هي الموقع الأصلي لمعتقدات الخلق السومرية. إن انفصال المياه العذبة عن المالحة ينشئ عن اختلاف كثافتهما.
كما يزعم ان اصل كلمة تيامات يرتبط بكلمة «تهوم» العبرية في سفر التكوين والتي تعني «المياه الجوفية».

## المظهر
توصف تيامات في الإينوما إيليش بإن لها ذيلاً وفخذ واجزاء سفلى تهتز مع بعض، ولها بطن وثدي وأضلاع ورقبة ورأس وجمجمة وعيون وأنف وفم وشفاه، وربما لديها «أحشاء» وقلب وشرايين ودم.
توصف تيامات عادة بأنها تأخذ شكل ثعبان البحر أو التنين لكن المختص بالتاريخ الأشوري اليكساندر هيدل يختلف مع هذا الوصف ويقول:" لا يمكن التأكيد على ربط تيامات بشكل التنين". علماء آخرون جادلوا طرح هيدل ومن ضمنهم جوزيف فونتينروس حيث وجد طرح هيدل "غير مقنع" واستمر قائلاً:" هناك أسباب تحدونا للأعتقاد إن تيامات جُسدت أحياناً، ربما ليس دائما" على شكل تنين". اسطورة الخلق البابلية لا تحدد بشكل واضح إذا ما كانت تيامات تنين أو لا لكنها تؤكد بأن تيامات ولدت التنانين والثعابين ووحوش أخرى التي كان الرجل العقرب والحوريات من ضمنها. لكن هناك مصادر آخرى تؤكد اتخاذ تيامات لشكل التنين. .
انتشر وصف تيامات بهيئة تنين متعدد الروؤس في السبعينات بسبب استخدامها كرمز للعبة «سجون وتنانين» التقمصية التي استلهمت من اسطورة تيامات وشخصيات اسطورية أخرى مثل اسطورة لوتان من الحضارة الكنعانية.

## الأسطورة
أنجب أبزو من تيامات لاخمو ولاخامو وهو لقب يطلق على حراس معبد إنكي في أريدو. في المقابل كان لاخمو ولاخامو آباء أطراف السماء«إنشار» والأرض «كيشار». كان يعتقد أن إنشار وكيشار يلتقيان عند الأفق ويصبحان أبوي أنو «السماء» وكي «الأرض».
كانت تيامات التجسيد المتلألئ للمياه المالحة الذي هدر وضرب في حالة فوضى الخلق البدائية. ملأت تيامات مع أبزو الفراغ الكوني بالمياه البدائية. إنها «أومو-هوبور التي شكلت كل شيء».
يرد في الألواح السومرية التي تسجل الأسطورة، إن الإِله إنكي (عرف لاحقاً بأسم أيا) كان مؤمناً أن أبزو ساخط على الفوضى التي خلقها الإِلهة الأصغر، لهذا قبض إنكي على أبزو وحبسه أسفل معبد أي- ابزو. على اثر هذا، غضب كينكو ابن ابزو وشكا الأمر لتيامات التي قامت بخلق أحد عشر وحشاً لتقاتل الإِلهة انتقاماً لموت ابزو. هذه الوحوش كانوا نسلها الخاص وهم باسمو «الثعبان سام» ويوشميغالا «التنين العظيم» وموشماهو «الثعبان الاعلى» وموشخوشو «الأفعى الغاضبة» ولاهمو «المشعر» واوغالا «وحش الطقس الضخم» واوريديمو «الأسد الغاضب» وكيرتابولو «الرجل العقرب» واومو دابروتو «العواصف العنيفة» وكولولو «الرجل السمكة» وكوساريكو «الرجل الثور».
تيامات التي كانت مسيطرة على لوح السلالات قامت بتسليمه إلى سلمته إلى كينكو في المعركة. كان الإِله كينكو إبنها الذي اتخذته عشيقاً لها وحامياُ لقصرها. في المعركة، أجتمع الآلهة في ذعر، عدا أنو (الذي استبدل بأنليل في السلالة البابلية الأولى ثم أستبدل بمردوخ ابن أيا) الذي جعلهم يعدونه بأنهم سوف يعتبرونه «ملك الآلهة» إذا ما تغلب على تيامات. استعد أنو للمعركة متسلحا بسهام الريح وشبكة وهراوة ورمحه الذي لا يقهر.
عاد إلى تيامات المقهورة ووقف على نصفها الأسفل
بهراوته القوية فصل رأسها وقطع شرايين دماءها
التي بعثرته ريح الشمال تنثره في زوايا الأرض.
بعد ان قطع تيامات إلى نصفين، جعل من اضلاعها اساساً للسماء والارض. خلق أنو من عينيها الناحبتين نهري دجلة والفرات ومن ذيلها درب التبانة. بعد ان حصل على موافقة الآلهة الأكبر، أخذ أنو لوح السلالات من كينكو ونصب نفسه ملكاً على مجمع الآلهة البابلية. قبض على كينكو وذبحه فيما بعد حيث امتزجت دماؤه مع الطين الأحمر للأرض لتشكل الجسد البشري الذي خلق ليخدم الآلهة الشابة الإيكيكي.
الثيمة الرئيسية لهذه الملحمة هي سمو مردوخ على مجمع الآلهة وحكمه لهم. اشار الخبير بالتاريخ الاشوري العالم الأمريكي أي.أي. سبيسر في 1942  إلى التالي: «يتضح ان ملحمة مردوخ بكل ما تمتاز به من صبغة ودلالات محلية التي وضعها علماء الدين البابليون، قد ظهرت قبل ذلك في النصوص السومرية الأكثر قدما». ويضبف «مع هذا فأن النموذج السومري لهذه الملحمة لم يكتشف بعد». لكن هذا الاحتمال بكون النسخة البابلية مستندة على ملحمة اقدم حيث يكون أنليل هو الذي يذبح تيامات  وليس مردوخ احتمال مستبعد مالم يتم الاستناد على نصوص سومرية اصلية. في الواقع، فأن مردوخ ليس له مقابل سومري. ومن المسلم به عموما ان الإينوما إيليش لم تكتب لتظهر التقاليد السومرية بل انها كتبت لإغراض الدعاية السياسية والدينية. ان تاريخ كتابة الملحمة ليس واضحا تماما، ولكن انطلاقا من الموضوعات الأسطورية التي تغطيها والالواح المسمارية المكتشفة حتى الآن، من المرجح أن تاريخها يرجع إلى القرن الخامس عشر قبل الميلاد.

## التفسيرات
ان اسطورة تيامات هي واحدة من اقدم قصص الخلق من الفوضى وهي المعركة بين بطل قومي ووحش مائي أو مخلوق من العالم الآخر أو ثعبان أو تنين. ان الافكار الرئيسية لأسطورة تيامات تتواجد في أساطير أخرى والتي تعد جميعها مرتبطة بتيامات بشكل مباشر أو غير مباشر، مثل اسطورة الألويانكا الحثية وأبولو في اليونان الذي قتل بيثون للسيطرة على كهنة دلفي.
هناك شقان لهذه الاسطورة، احداهما تقول ان تيامات هي إِلهة خالقة من خلال زواج مقدس سلمي بين الملح والمياه العذبة حيث خلق الكون خلال الاجيال المتعاقبة. في الجزء الثاني منمن فوضى الخلق تظهر اسطورة تيامات كتجسيد وحشي للفوضى البدائية.
يؤمن روبريت كريفز  ان موت تيامات على يد مروخ دليل على صحة فرضيته التي تنص على إن هذه الأسطورة ترمز لتحول نظام السلطة في المجتمع وانتقالها من الأم إلى سلطة الأب. ان افكار كريفز طُورت فيما بعد على يد ماريجا كيمبيوتاس وميرلين ستون واخرون في نظريتهم «الآلهة الاعظم». تنص هذه النظرية على ان تيامات كانت إِلهة عليا مسالمة في ديانة ترتكز على ان الإِله انثى لكنها تحولت إلى وحش عند تعرضها للعنف. ان هزيمة الآلهة الإناث تتفق مع زيادة الهيمنة الذكورية في الديانات القديمة والتي اطاحت بالمجتمعات القديمة. الا ان هذه النظرية رفضت اكاديميا من العديد من الباحثين مثل لوتيه موتز وسينثيا ايلير واخرون.